# Yaay
 (mai 2024).
La mise en forme du texte ne suit pas les recommandations de Wikipédia : il faut le « wikifier ».
Les points d'amélioration suivants sont les cas les plus fréquents. Le détail des points à revoir est peut-être précisé sur la page de discussion.
- Les titres sont pré-formatés par le logiciel. Ils ne sont ni en capitales, ni en gras.
- Le texte ne doit pas être écrit en capitales (les noms de famille non plus), ni en gras, ni en italique, ni en « petit »…
- Le gras n'est utilisé que pour surligner le titre de l'article dans l'introduction, une seule fois.
- L'italique est rarement utilisé : mots en langue étrangère, titres d'œuvres, noms de bateaux, etc.
- Les citations ne sont pas en italique mais en corps de texte normal. Elles sont entourées par des guillemets français : « et ».
- Les listes à puces sont à éviter, des paragraphes rédigés étant largement préférés. Les tableaux sont à réserver à la présentation de données structurées (résultats, etc.).
- Les appels de note de bas de page (petits chiffres en exposant, introduits par l'outil «  Source ») sont à placer entre la fin de phrase et le point final[comme ça].
- Les liens internes (vers d'autres articles de Wikipédia) sont à choisir avec parcimonie. Créez des liens vers des articles approfondissant le sujet. Les termes génériques sans rapport avec le sujet sont à éviter, ainsi que les répétitions de liens vers un même terme.
- Les liens externes sont à placer uniquement dans une section « Liens externes », à la fin de l'article. Ces liens sont à choisir avec parcimonie suivant les règles définies. Si un lien sert de source à l'article, son insertion dans le texte est à faire par les notes de bas de page.
- La présentation des références doit suivre les conventions bibliographiques. Il est recommandé d'utiliser les modèles {{Ouvrage}}, {{Chapitre}}, {{Article}}, {{Lien web}} et/ou {{Bibliographie}}. Le mode d'édition visuel peut mettre en forme automatiquement les références.
- Insérer une infobox (cadre d'informations à droite) n'est pas obligatoire pour parachever la mise en page.

Pour une aide détaillée, merci de consulter Aide:Wikification.
Si vous pensez que ces points ont été résolus, vous pouvez retirer ce bandeau et améliorer la mise en forme d'un autre article.
Yaay est une plateforme de réseau social basée en Turquie, ouverte le 2 septembre 2020 par TT Ventures sous l'égide de Türk Telekom,.

## À propos
TT Ventures Project Development Inc., l'une des sociétés du groupe Türk Telekom. Il a été préparé et développé par Appyap, une société de développement d'applications mobiles au sein de l'entreprise. L'application, dont la première version a été publiée en septembre 2020, est téléchargeable gratuitement sur l'App Store et Google Play.

## Caractéristiques
Yaay se distingue des autres plateformes par sa structure catégorisée et les badges qu'elle propose à ses utilisateurs basés sur le partage de contenu. Les utilisateurs peuvent suivre les catégories qu'ils choisissent en fonction de leurs intérêts,,.

### Système de badges
Yaay dispose d'un système de badges basé sur des points. Les points sont attribués en fonction de l'interaction de l'utilisateur. Cependant, les comptes agréés (badge bleu) ne sont pas inclus dans ce système.
- 5* (100-200)
- 4* (201-350)
- 3* (351-550)
- 2* (551-998)
- 1* (999+)

#### Notation
| Points positifs                        | Points positifs                         |
| -------------------------------------- | --------------------------------------- |
| Créer une publication                  | 0,1 point                               |
| Ne pas aimer                           | 0,03 point (propriétaire du message)    |
| Ne pas aimer                           | 0,003 points (j'aime)                   |
| Citation                               | 0,05 point (au propriétaire du message) |
| Commentaire                            | 0,05 point (propriétaire du message)    |
| Commentaire                            | 0,05 point (examinateur)                |
| points négatifs                        |                                         |
| Plainte concernant l'utilisateur       | 0,015 point                             |
| Utilisation incorrecte de la catégorie | 0,10 point                              |

Les scores négatifs sont multipliés par le niveau d'utilisateurs plaignants :
- Insigne bleu : X2
- un. badge jaune de niveau : X1.5
- un. badge jaune de niveau : X1.4
- un. badge jaune de niveau : X1.3
- un. badge jaune de niveau : X1.2
- un. badge jaune de niveau : X1.1
- Utilisateur sans badge : X1

### Catégories
Il y a 20 catégories sur Yaay :
- Jeunesse
- techno
- sport
- Humour
- Nouvelles
- revue
- Politique
- Enfant
- Feuilleton
- Musique
- Immobilier
- Auto
- Vacances
- Cryptomonnaie
- Mode
- Éducation
- Échange
- Carrière
- gourmet
- Astro
- Jeu
- Histoire
- Santé
- Culture

## Source
1. ↑  (tr) Aktan, « Twitter'ın yerli ve milli alternatifi Yaay mı olacak? » [archive du 2 septembre 2020], euronews, 1 eylül 2020 (consulté le 5 septembre 2020)
2. ↑  (tr) « Yeni sosyal medya platformu: Yaay » [archive du 11 ekim 2020], Milliyet (consulté le 5 septembre 2020)
3. ↑  (tr) « TT Ventures tarafından geliştirilen yerli sosyal medya uygulaması: Yaay » [archive du 3 eylül 2020], Webrazzi, 1 eylül 2020 (consulté le 5 septembre 2020)
4. ↑  (tr) « Türk Telekom, Twitter benzeri uygulamasını hizmete açtı » [archive du 11 ekim 2020], birgun.net (consulté le 5 septembre 2020)
5. ↑  (tr) « Yeni sosyal medya platformu: Yaay! Açılımı ne? Yaay ne demek? Özellikleri neler? A Haber'de anlattı » [archive du 8 eylül 2020], a Haber (consulté le 5 septembre 2020)
6. 1 2 3  « Yaay Yardım » [archive du 5 eylül 2020], Yaay (consulté le 5 septembre 2020)